# Dušan Basta
Dušan Basta (srbskou cyrilicí Душан Баста, * 18. srpna 1984 Bělehrad, SFR Jugoslávie) je srbský fotbalový obránce a reprezentant, v současnosti působí v italském klubu SS Lazio.

## Klubová kariéra
V letech 2002–2008 hrál za přední srbský tým Crvena Zvezda Bělehrad, se kterým vyhrál třikrát ligový titul i prvenství v národním poháru. V červenci 2008 odešel do italského klubu Udinese Calcio a nastoupil zde k předsezónním přátelským utkáním. Udine nicméně nechtělo využít pro Bastu jedné ze dvou kvót pro hráče mimo Evropskou unii a Basta tak odešel na sezónní hostování do US Lecce. Od sezóny 2009/10 již působil v Udine.
V červnu 2014 přestoupil do SS Lazio, kde podepsal čtyřletou smlouvu.

## Reprezentační kariéra

### Srbsko a Černá Hora
V A-mužstvu Srbska a Černé Hory debutoval 31. března 2005 v kvalifikačním domácím zápase se Španělskem, šel na hřiště v 77. minutě. Střetnutí skončilo remízou 0:0.
Byl součástí srbskočernohorského týmu na Mistrovství světa 2006 v Německu, ale do žádného ze tří utkání svého celku na turnaji nezasáhl. Reprezentace Srbska a Černé Hory skončila bez jediného bodu na poslední příčce základní skupiny C.

### Srbsko
Basta hrál v srbské reprezentaci do 21 let, kterou určitou dobu vedl jako kapitán.
Zúčastnil se Mistrovství Evropy hráčů do 21 let 2006 v Portugalsku, kde Srbsko podlehlo v semifinále Ukrajině 4:5 v penaltovém rozstřelu. Basta svůj pokus proměnil. Hrál rovněž na Mistrovství Evropy hráčů do 21 let 2007 konaném v Nizozemsku, kde Srbsko po výhrách 1:0 nad Itálií a Českou republikou a prohře 0:2 s Anglií obsadilo se 6 body první místo základní skupiny B a poté dokráčelo až do finále, kde podlehlo domácímu Nizozemsku 1:4.
V A-mužstvu Srbska debutoval 29. 2. 2012 v přátelském zápase v Larnace proti reprezentaci Kypru
(remíza 0:0).
6. února 2013 vstřelil svůj premiérový gól v srbské reprezentaci v přátelském zápase s domácím Kyprem, Srbsko zvítězilo 3:1.

### Reprezentační góly
Góly Dušana Basty v A-týmu Srbska
| 010                | 6. 2. 2013   | GSP Stadium, Nikósie, Kypr                 | Kypr      | 01:30(70.) | 1:3 | přátelský zápas        |
| 020                | 15. 10. 2013 | Gradski Stadion Jagodina, Jagodina, Srbsko | Makedonie | 02:00(19.) | 5:1 | kvalifikace na MS 2014 |
| Platí k 1. 1. 2017 |              |                                            |           |            |     |                        |